# Estońska Formuła 1
Estońska Formuła 1 – cykliczne wyścigi rozgrywane w Estonii według przepisów Sowieckiej Formuły 1. Mistrzostwa odbywały się nieregularnie między 1962 a 1971 rokiem. W 1976 roku rozegrano łączone mistrzostwa Formuły 1 i Formuły 2.

## Mistrzowie
| Sezon       | Kierowca                  | Zespół                    | Samochód                  |                           |
| ----------- | ------------------------- | ------------------------- | ------------------------- | ------------------------- |
| 1962        | Ivo Hange                 | Nõukogude Armee           | GM 20-Wołga               |                           |
| 1963        | Enn Griffel               | Tallinna Kalev            |                           |                           |
| 1964        | mistrzostw nie rozgrywano | mistrzostw nie rozgrywano | mistrzostw nie rozgrywano | mistrzostw nie rozgrywano |
| 1965        | Jaan Küünemäe             | Võru ALMAVÜ               | Melkus 63-Wartburg        |                           |
| 1966 – 1970 | mistrzostw nie rozgrywano | mistrzostw nie rozgrywano | mistrzostw nie rozgrywano | mistrzostw nie rozgrywano |
| 1971        | Madis Laiv                | Tallinna Kalev            | Estonia 16M-Moskwicz      |                           |

### Wspólnie z Formułą 2
| Sezon | Kierowca    | Zespół     | Samochód       |
| ----- | ----------- | ---------- | -------------- |
| 1976  | Henry Saarm | TSK Neptun | Estonia 17-GAZ |